# Maniola cheena
Maniola cheena is een vlinder uit de onderfamilie Satyrinae en de familie Nymphalidae. De wetenschappelijke naam werd gepubliceerd in 1865 door Frederic Moore.